# Regina Macedo
Regina Macedo, nome artístico de Irma D'Ugo Miele (São Paulo, 28 de agosto de 1915 – 11 de fevereiro de 2010), foi uma professora de música, instrumentista, cantora e atriz brasileira, mãe de Luís Carlos Miele.
Filha dos imigrantes italianos Domenico D'Ugo e Vittoria Amazzosca, nasceu no bairro da Bela Vista no centro de São Paulo. Na década de 1950 ingressou na TV Paulista, a segunda emissora paulista, à época recém-inaugurada. Apresentava Clube do Lar, que produziu depois de Heloísa Castelar, sua primeira produtora.
Tornou-se atriz de telenovela, tendo atuado na TV Tupi, na Paulista, na TV Bandeirantes e na TV Globo.
Na Paulista, em 1964, fez Eu Amo Esse Homem; em 1967, A Desforra; em 1968, Vidas Estranhas.  Em 1969, na Globo, fez A Grande Mentira; em 1977, Nina.  Em 1981, na Bandeirantes, fez, de Benedito Ruy Barbosa, Os Imigrantes.  Na Globo fez, em 1986, Selva de Pedra; em 1988, a minissérie Abolição, no papel da imperatriz Teresa Cristina; em 1989, na minissérie República, repetiu o papel.

## Filmografia

### Televisão
| Ano       | Título                    | Personagem                 | Notas                          |
| --------- | ------------------------- | -------------------------- | ------------------------------ |
| 1955-1960 | Teledrama                 | Vários personagens         |                                |
| 1957      | Teatro Policial           | Vários personagens         |                                |
| 1960      | Construtores de São Paulo | —                          | Episódio: "Monteiro Lobato"    |
| 1963      | Romance e Melodia         | —                          | Episódio: "Valsa de Despedida" |
| 1964      | Eu Amo Esse Homem         | —                          |                                |
| 1968      | A Grande Mentira          | Rosana                     |                                |
| 1969      | A Cabana do Pai Tomás     | Ruth                       | [ 2 ]                          |
| 1977      | Nina                      | Antonela                   |                                |
| 1981      | Os Imigrantes             | —                          | [ 3 ]                          |
| 1986      | Selva de Pedra            | Dona Maria Amélia          | [ 4 ]                          |
| 1986      | Roda de Fogo              | Angelina                   |                                |
| 1988      | Abolição                  | Imperatriz Teresa Cristina |                                |
| 1989      | República                 | Imperatriz Teresa Cristina |                                |

### Cinema
| Ano  | Título          | Personagem |
| ---- | --------------- | ---------- |
| 1965 | A Desforra      | —          |
| 1968 | Vidas Estranhas | —          |